# Jadwiga Maurer
Jadwiga Maurer, z d. Graubard (ur. 24 września 1932 w Kielcach – zm. 16 października 2012 w Urbana w Illinois) – polska pisarka emigracyjna żydowskiego pochodzenia, tworząca w języku polskim.

## Życiorys
Urodziła się w Kielcach w zasymilowanej rodzinie żydowskiej. Jej matka była nauczycielką języka polskiego, a ojciec judaistą, nauczycielem i działaczem społecznym. Po wybuchu II wojny światowej uciekła wraz z rodziną do Krakowa, gdzie ukrywała się na aryjskich papierach. W 1944 dzięki pomocy „Żegoty” wyjechała z rodzicami na Słowację i ukrywała się w klasztorze franciszkanów dzięki czemu cała rodzina przeżyła wojnę. Po zakończeniu wojny zamieszkała w Gdańsku, ale rodzina nie chciała pozostawać w Polsce obawiając się komunizmu. Z Gdańska wraz z rodzicami wyjechała do Monachium, gdzie ukończyła studia slawistyczne. Od 1959 mieszkała w USA, pracowała na University of California w Berkeley, gdzie po pewnym czasie została kierownikiem katedry slawistyki. Następnie wykładała język polski i języki słowiańskie na uniwersytetach Indiana i Kansas w Lawrence. W 1990 roku ukazała się jej książka Z matki obcej... Szkice o powiązaniach Mickiewicza ze światem Żydów, w której stawia tezę, że matka poety mogła pochodzić z rodziny frankistów.
Publikowała teksty w polskojęzycznej prasie w USA. W 1970 otrzymała nagrodę londyńskich Wiadomości za swoje opowiadania o wojnie a szczególnie o krakowskim Kazimierzu, gdzie jej rodzina w czasie wojny ukrywała się na aryjskich papierach. W 2002 po raz pierwszy od wyjazdu z Polski odwiedziła rodzinne miasto – Kielce.

## Twórczość
- 1970: Liga ocalałych
- 1982: Podróż na wybrzeże Dalmacji
- 1990: Z matki obcej... Szkice o powiązaniach Mickiewicza ze światem Żydów
- 2002: Sobowtóry. Opowiadania zebrane[1]